# Boleslav III av Böhmen
Boleslav III av Böhmen, var en böhmisk hertig 999-1003.
Boleslav III av Böhmen var son till Boleslav II. Han lyckades på grund av inre stridigheter med sina bröder om makten inte hävda landets ställning. Hans polska besittningar gick snabbt förlorade till Boleslav I av Polen som även erövrade hela Böhmen. 1003 föll Boleslav III i polsk fångenskap, där han avled.